# Einar Steen-Nøkleberg
Einar Steen-Nøkleberg (Østre Toten, 25 april 1944) is een Noors pianist.
Hij kreeg zijn muzikale opleiding van Nicolai Dirdal en Hans Leygraf. In aanvulling op pianolessen, kreeg hij ook onderricht op de klavecimbel. Steen-Nøkleberg specialiseerde zich eerst in de muziek van Johann Sebastian Bach, maar keerde later terug naar muziek uit Noorwegen. Hij nam het totale oeuvre voor de piano van Edvard Grieg op voor Naxos. Daarna ging hij aan de slag met opnamen van eenzelfde oeuvres van Halfdan Kjerulf en Thomas Tellefsen (beiden voor de tijd van Grieg) en Harald Sæverud (na Grieg). 
Van 1975 tot 1981 was hij docent aan het Staatliche Hochschule für Musik Hannover.